# Leofanto Gorgiade
Leofanto Gorgiade (VI secolo a.C.) (fl. VI secolo a.C.) è stato un filosofo e sapiente greco antico.
Nelle Vite dei filosofi di Diogene Laerzio si riferisce che il suo nome era incluso nell'elenco di 17 sapienti greci fatto da Ermippo di Smirne nella sua opera - perduta - Sui sapienti.
Inoltre Leofanto Gorgiade, sempre a quanto riferisce Diogene Laerzio, era considerato uno dei sette sapienti da Leandrio, che aggiungeva l'informazione che era di Lebedo o di Efeso.
Non abbiamo altre testimonianze su di lui.